# Batalla de Doboj
La batalla de Doboj (en serbio: Битка код Добоја) se libró a principios de agosto de 1415, cerca de la fortaleza medieval de Doboj, entre el ejército húngaro por un lado y el ejército de los gobernantes bosnios, apoyados por tropas otomanas por el otro. El conflicto formó parte de las guerras húngaro-otomanas, y terminó con la derrota decisiva del ejército húngaro.

## Antecedentes
En 1414, el rey exiliado Tvrtko II Tvrtković entró en Bosnia con los otomanos. Tvrtko usó el apoyo otomano para afianzarse en el poder, junto con Hrvoje Vukčić Hrvatinić. En agosto de 1414, Tvrtko ya había recuperado el poder en casi todo el país. Esto se evidencia en la advertencia de los ragusanos a los hombres del príncipe Pavle Radinović de que se quejarán al rey Tvrtko por el saqueo de su ganado. Pavle Radinović se puso del lado de Tvrtko. Tvrtko llegó al país en agosto de 1414, lo que significa que la ayuda otomana fue lo suficientemente fuerte como para que volviera al trono de inmediato. El rey Ostoja todavía estaba en el país. Junto a Sandalj Hranić, Ostoja probablemente estaba en las montañas o en una de las ciudades fortificadas. Los ciudadanos restantes de Ragusa se negaron a obedecerlo y se negaron a pagarle tributo. Del lado del rey Ostoja estaba el rey húngaro Segismundo de Luxemburgo, quien confirmó sus méritos para el cristianismo con una carta fechada el 1 de febrero de 1415. Después de eso, los ragusanos no pudieron negarse a pagar a Ostoja el impuesto de san Demetrio. Sin embargo, al mismo tiempo, mantuvieron vínculos con Tvrtko y le enviaron una extensa carta en la que se justificaban por no dar asilo a los partidarios de Ostoja.
La guerra civil en el país llevó no solo a los nobles, sino también a la población en general a tomar parte en ella poniéndose del lado de uno de los reyes. Los pastores valacos del rey Ostoja atacaron a la gente de Sandalj Hranić en las cercanías de Dubrovnik y se pasaron al lado del rey Tvrtko. Las tropas otomanas empeoraron la situación en el país. Los ragusanos enviaron una carta a Đurađ Branković, disculpándose por el hecho de que su embajada no haya llegado a Serbia para felicitarlo por su boda. La razón fue el peligro de los ejércitos otomanos en Bosnia. Los otomanos penetraron a través de Bosnia en Dalmacia, Krajina, hasta Šibenik. Los otomanos permitieron a Hrvoje mantener sus posesiones en Donji Kraji. Con tropas otomanas, Hrvoje se preparó para atacar Split en 1415. Negoció con la República de Venecia sobre un ataque conjunto. A cambio, Hrvoje les entregaría la ciudad de Omiš. Los venecianos no aceptaron apoyar directamente a Hrvoje con su flota por miedo a Segismundo. Sin embargo, ayudaron a Hrvoje con armas y equipo militar.

## La batalla

Bosnia alrededor de 1412.

Los otomanos en Bosnia fueron dirigidos por Zek Melek. Las fuerzas de Melek también penetran en Croacia, pero la situación en Constantinopla en 1415 las obligó a retirarse. Segismundo fue informado de que quedaban pocos otomanos en Bosnia del lado de Hrvoje. Sin embargo, Ostoja no pudo lidiar con ellos solo y Sandalj Hranić mantuvo la paz con tributos. Al mismo tiempo, llegó la noticia de que el comandante otomano Isak Bey de Skopie estaba preparando un ataque contra Dalmacia y Croacia. A mediados de junio, el ejército húngaro se concentraba en Usora, en los alrededores de la ciudad de Doboj, con la intención de limpiar Bosnia de los otomanos. El nombre de la ciudad de Doboj se menciona entonces por primera vez en fuentes históricas: como Uxora suptus castrum Doboy (En Usora bajo la fortaleza de Doboj). Sin embargo, para sorpresa del rey húngaro, todos los nobles bosnios estaban en contra de los húngaros. Se acordó que el sultán aceptaría a Ostoja como rey de Bosnia. La empresa fue sacrificada para lograr la unidad. Los barbechos se encontraban ahora en una situación difícil. De los gobernantes bosnios, solo Vladislav Dubravčić, señor de la ciudad de Usora de Kovača, se acercó a ellos. El ejército reunido por Isak Bey también llegó a Bosnia. A principios de agosto de 1415, los ejércitos otomano y húngaro se enfrentaron frente a Doboj. La batalla terminó con una terrible derrota de los húngaros. La nobleza bosnia, del lado húngaro, cambió al lado otomano durante la batalla. Juan Maróti, Juan Garai y Pablo Čupor fueron capturados. Dubravčić entregó su ciudad a los otomanos. Maróti y Garai fueron liberados después de pagar el rescate. Pablo Čupor fue cosido en piel de búfalo por Hrvoje Vukčić y arrojado al río Bosna.

## Consecuencias
La batalla de Doboj representa un punto de inflexión importante en la historia del Reino de Bosnia. Hungría, que hasta entonces había jugado un papel dominante en los asuntos internos de Bosnia, fue reprimida por el cada vez más poderoso Imperio otomano. Los nobles bosnios se orientaron hacia los nuevos amos. Desde 1415, no ha habido incursiones húngaras más serias en Bosnia. La nobleza bosnia adquirió un poderoso aliado en la lucha contra el catolicismo. En la corte del rey bosnio en Sutjeska, el 23 de agosto, estaban presentes todos los nobles bosnios, Sandalj Hranić, Hrvoje Vukčić, Pavle Radinović, Pavle Radišić Klešić, el duque Vukmir Zlatonosović, Dragiša Dinjčić y el propio rey Ostoja. Dirigidos por el propio rey Ostoja, los nobles atacaron al príncipe Pavle Radinović ese día en Parena Poljana, cerca de Sutjeska. Pavle fue asesinado por los hombres de Sandali. Su hijo, Petar, fue atado y enviado a Bobovac. La justificación fue que Pavle «traicionó al mundo entero, a Ragusa, a Bosnia y a Hungría». La causa real del asesinato de Pavle fue su conflicto con Hranić. Los ragusanos no justificaron esta acción. Pavle fue enterrado en Vrhbosna, en un lugar que todavía se llama Pavlovac.